# Uioara de Sus, Alba

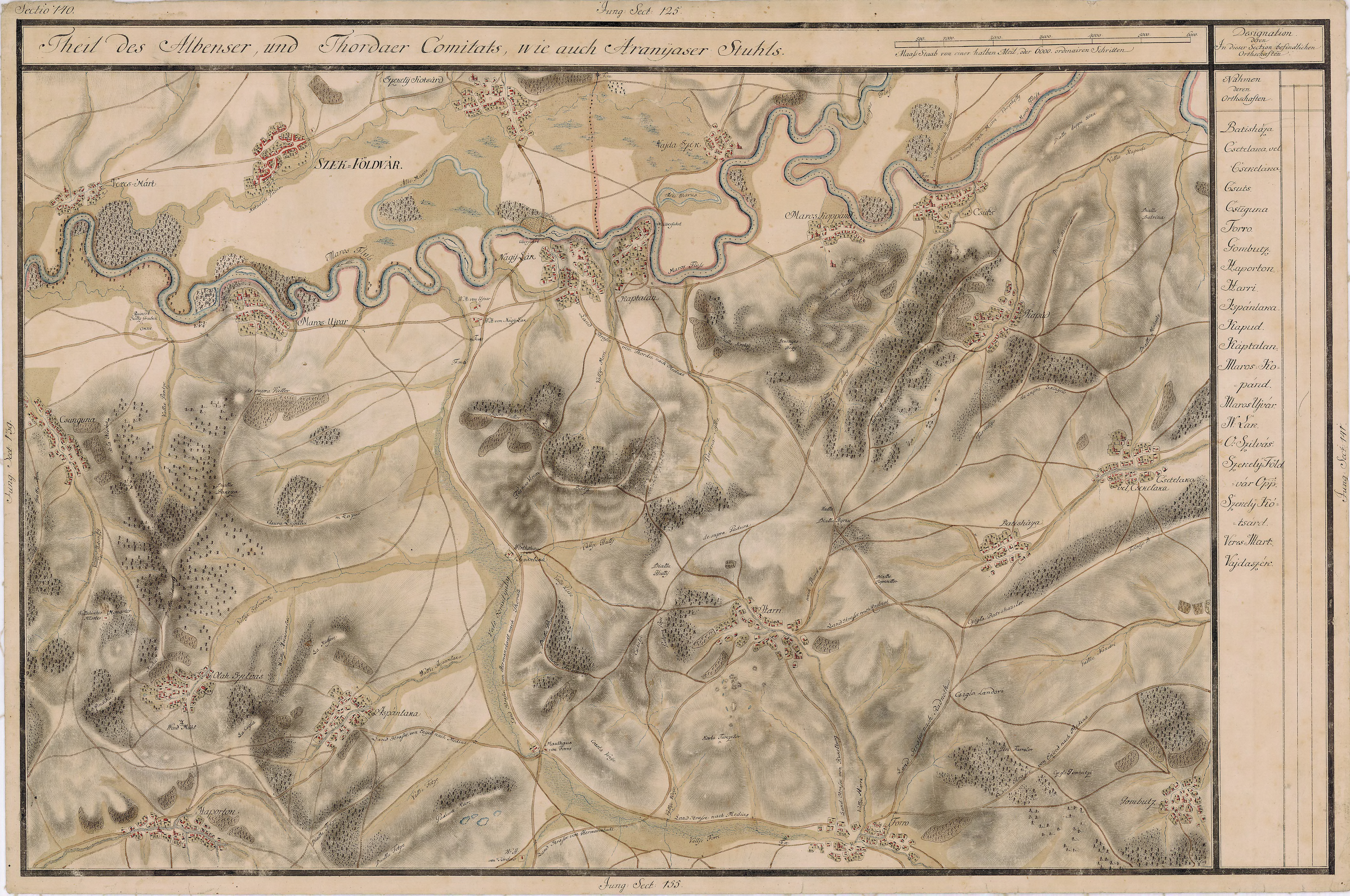
Uioara de Sus pe Harta Iosefină a Transilvaniei, 1769-1773 (Sectio 140)

Uioara de Sus (în maghiară Felső-Marosujvár) este o localitate componentă a orașului Ocna Mureș din județul Alba, Transilvania, România.

## Date geografice
Altitudine medie = 296 m.

## Istoric
Din Epoca fierului (epoca hallstattiană, 1150-350 î.C.) datează marele depozit arheologic de la Uioara de Sus, cu 5812 de piese, cântărind în jur de 1100 kg, descoperit în anul 1909. Depozitul cuprinde celturi, dălți, ciocane, topoare cu aripioare, seceri, lame de ferestrău, cuțite, pumnale, lame de săbii, vârfuri de săgeți, pandantive etc, constituind unul din cele mai mari depozite de bronzuri, nu numai din țară, ci și din Europa.
La ridicarea topografică din anii 1769-1773 (Harta Iosefină a Transilvaniei, pag140) nu exista încă localitatea Ocna Mureș, ci numai unele exploatări subterane de sare, administrate de birourile din Uioara de Sus.
La marginea de est a orașului Ocna Mureș, lângă drumul spre Uioara de Sus, s-au descoperit, în anul 1931, trei morminte cu sarcofage vechi din cărămizi, acoperite cu țigle; unele cărămizi aveau ștampile de producători particulari, P AE TERN și TI.
"Prima referință documentară a localității Uioara de Sus pare a fi anul 1068, când cronica pomenește de o iscoadă cu numele Franciska, provenită din Novo Castro. Era în timpul războiului pe care regele maghiar Solomon îl purta cu pecenegii. O mențiune directă a existenței unei fortificații la Uioara de Sus este din anul 1177, sub numele de Vyuuar. Se presupune că este vorba despre una dintre cele mai vechi construcții de apărare ale regatului maghiar, în Transilvania. Dacă atribuirea și datarea sunt corecte, atunci castrul de la Uioara de Sus trebuie să fi arătat aproximativ la fel cu cele de la Dăbâca, Cluj-Mănăștur ori Morești. Explicația numelui a fost extrasă în raport cu o ruină antică, care trebuie să fi fost originată în antica Salinae. Acolo trebuie să fi fost Vetus Castro ori Óvár (ca în cazul Napoca-Cluj). Interesul pentru un astfel de obiectiv este și pare ciudat de suspect. Explicația, simplă, este doar aceea că toponimicul, prezent în mai multe puncte de hartă, a produs ezitare și incertitudini. Posesiuni nobiliare încep să apară în zonă de la finele secolului al XIII-lea. Ele au fost mereu împletite cu cele ale episcopilor transilvani. Toate referințele secolului al XIV-lea sunt eronat transferate de la cetatea Gogan-Varolea (jud. Mureș), care purta și ea numele de „Ujvár”. În același timp, nu dispunem de nici un fel de date care să ateste funcționarea unei alte cetăți timpurii, eventual din piatră, construite pe amplasamentul castrului arpadian. Cine citește inventarul cetăților de piatră zonale ale lui Gheorghe Anghel, nu va descoperi nici o referire la vreo cetate medievală de piatră la Uioara de Sus. Un nou edificiu s-a ridicat acolo mai târziu, probabil după mijlocul secolului al XVI-lea. Către finele secolului al XVI-lea îl găsim în posesia familiei Báthory (1576), apoi, o vreme, la credinciosul lor, Ioan Gálffy de Cucerdea (1581-1593). Înainte de a ajunge la mâna voievodului muntean Mihai Viteazul, edificiul mai trece printr-o stăpânire nobiliară efemeră. Posesiunea princiară este donată la 1620, prin grația lui Gabriel Bethlen, fiului fostului principe Moise Székely. În vremea domniei lui Mihai Apafi I, domeniul este preluat de către familia Mikes. De la familia Mikes au cumpărat edificiul cei din familia Teleki, abia către mijlocul secolului al XIX-lea".

## Clădiri istorice
- Castelul Teleki. În cartierul Uioara de Sus se află ruinele unui vechi castel medieval, amintit în documentele anului 1290 sub numele de Novum Castrum (“Castelul Nou”), susținând prin această denumire existența unei fortificații anterioare, aparținând secolelor X-XI, din care se mai pot vedea porțiuni dintr-un val de pământ cu șanț. Acest “Castel Nou” a fost construit la sfârsitul secolului al XIII-lea, din ordinul regalității maghiare, pentru protecția salinei învecinate, fiind apoi amintit în documentele anilor 1336 și 1382. Din secolul XIV acest castel a devenit proprietatea unor nobili. Mihai Viteazul a donat castelul de la Uioara de Sus sfetnicului său, banul Mihalcea. Din acest edificiu se mai pot vedea azi ruinele unui turn pentagonal, reprezentând vechiul donjon. În anul 1742, reședința a fost reconstruită în stil baroc. Singura sursă de informații cu privire la felul în care clădirea a arătat în secolul al XVIII-lea o reprezintă un tablou realizat de Joseph Neuhauser în 1791, aflat astăzi la Muzeul Național de Artă din Cluj. “Castelul Nou” medieval a fost dărâmat parțial, în locul său ridicându-se între anii 1850-1869 (pe baza proiectului arhitectului clujean Kagerbauer și sub supravegherea acestuia) un impunător castel neogotic pentru familia nobiliară Banffy, edificiu care a intrat ulterior în proprietatea conților Teleki. Construcția este alăturată unor locuințe anexe destinate personalului auxiliar de administrație și întreținere a domeniului. În perimetrul curții există o pivniță de vinuri și o capelă, care, inițial a fost dotată cu o orgă. Din inițiativa familiei Teleki în jurul castelului a fost amenajat un parc cu alei și arbori, printre care specii aclimatizate, unele fiind rarități dendrologice. Pe frontispiciul castelului există încă o placă cu următoarea inscripție: "E lakot regi var romjaibol epitette zabolai grof Mikes Istvan 1713 Ismet romma lett 1848. Ujra epitette huseges Miko Imre 1855”. Traducerea: “Această clădire a fost executată din ruinele cetății contelui Mikes Istvan din Zabola (Zăbala, jud. Covasna) în anul 1713. (Castelul) s-a ruinat din nou in 1848, fiind refăcut de contele Imre Miko în anul 1855”. Castelul Teleki, str.Lungă nr.41, este înscris pe lista monumentelor istorice din județul Alba (cod AB-II-a-B-00380 și AB-II-m-B-00380.01).
- Capela romano-catolică din complexul castelului Teleki, construită în stil romanic în jurul anului 1300 (în prezent parțial ruinată) este înscrisă pe lista monumentelor istorice din județul Alba (cod AB-II-m-B-00380.02).

## Obiective turistice
- Așezarea preistorică de la Uioara de Sus, punctul "Livadă" (locuire civilă). Datare: Eneolitic[2].
- Așezarea preistorică de la Uioara de Sus, punctul "Cimitirul Ortodox" (locuire civilă). Datare: Neolitic.

## Lăcașuri de cult
- Biserica Ortodoxă
- Biserica Penticostală, str.Lungă nr.129

## Galerie de imagini

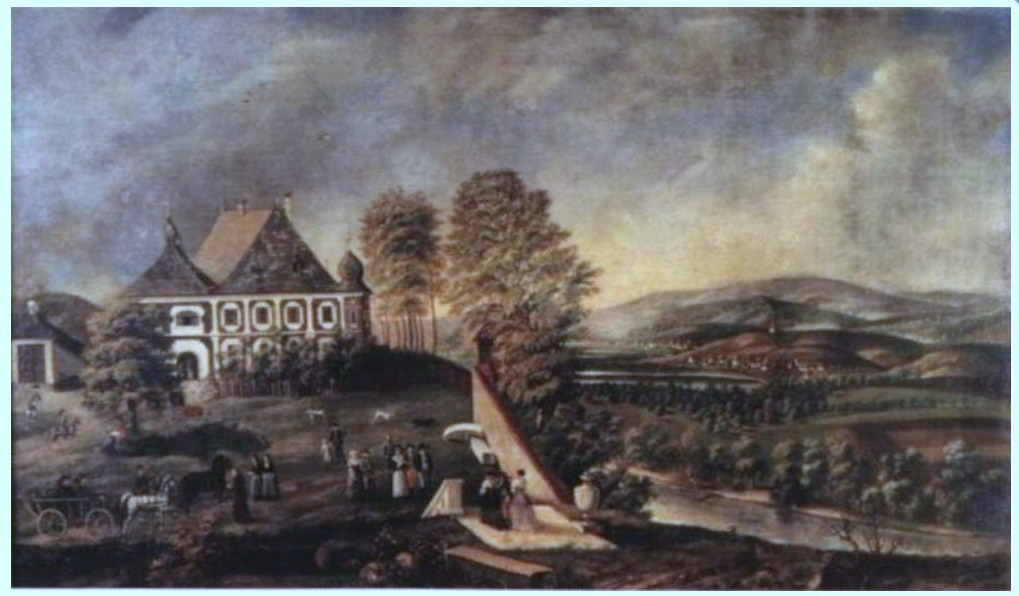
Tablou din 1791 de Joseph Neuhauser cu imaginea vechiului castel Teleki (Muzeul Național de Artă din Cluj)
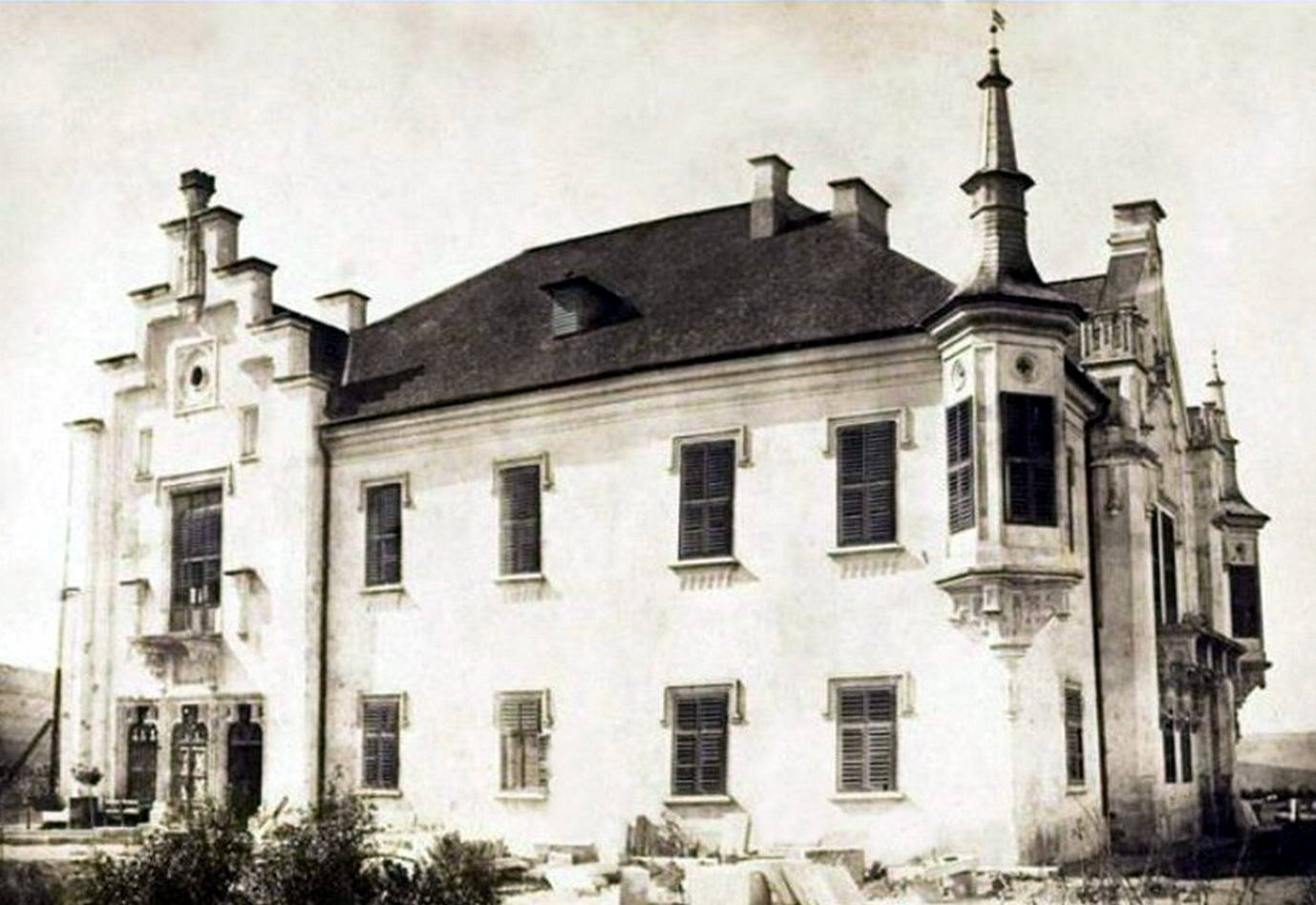
Castelul Teleki în anul 1864 (cu 5 ani înainte de punerea în funcţiune a noului castel)
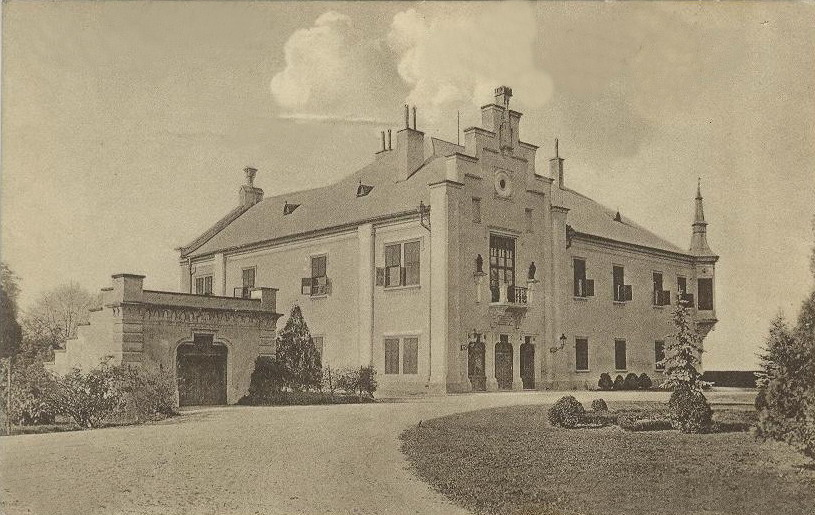
Castelul Teleki faţada de vest (ilustrată din anul 1915)
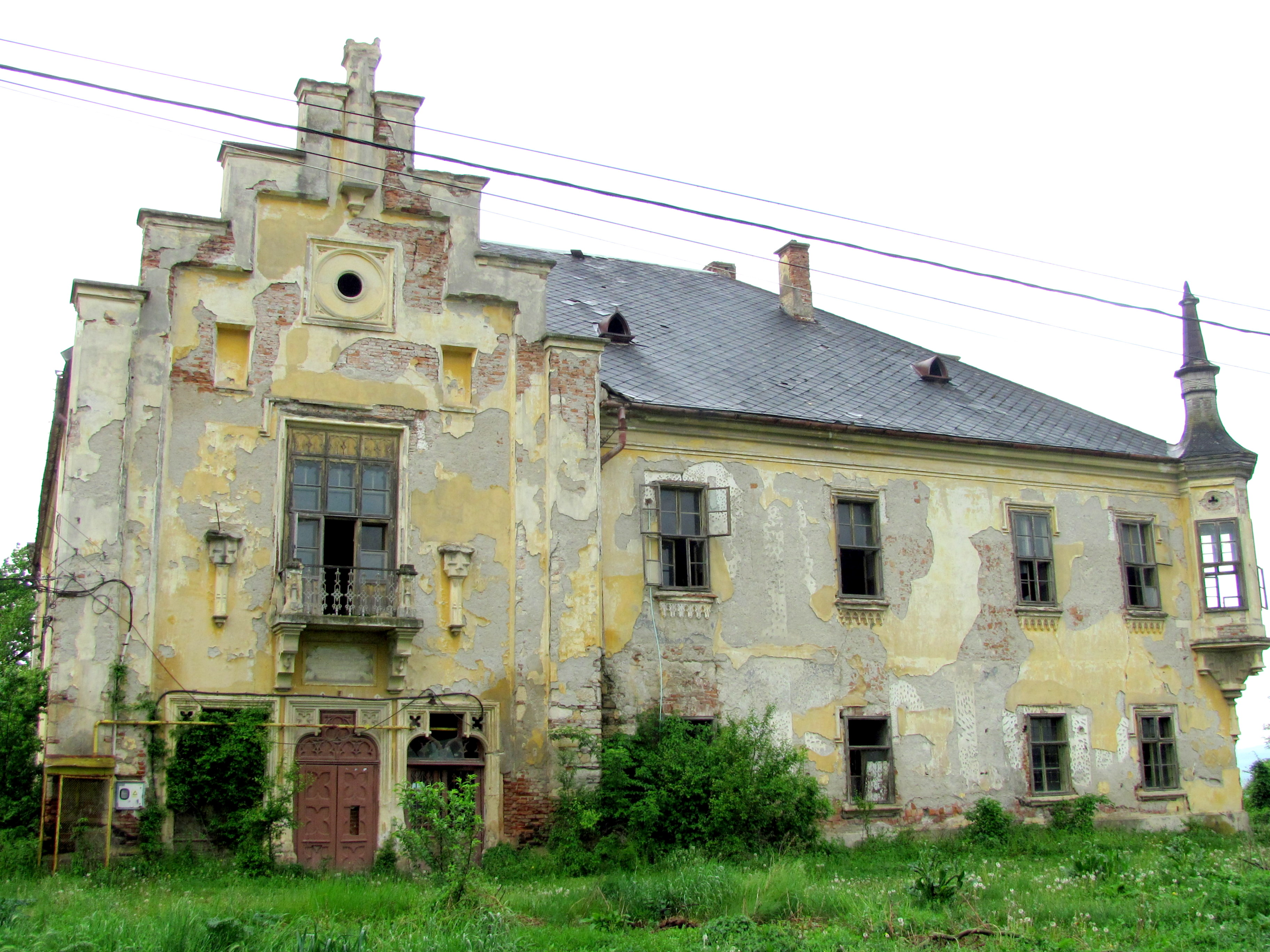
Castelul Teleki faţada de vest (imagine actuală)
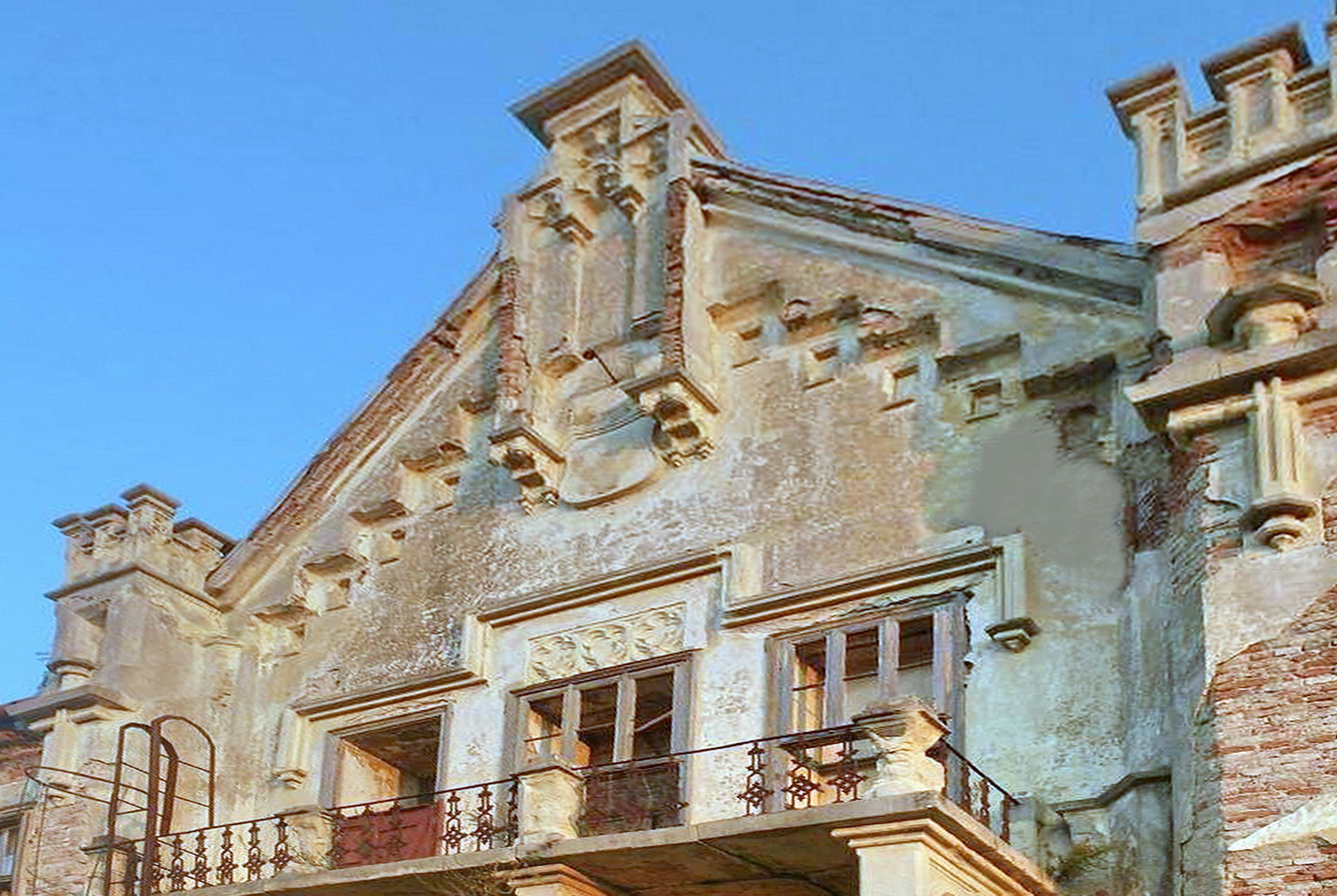
Castelul Teleki (detalii de faţadă)
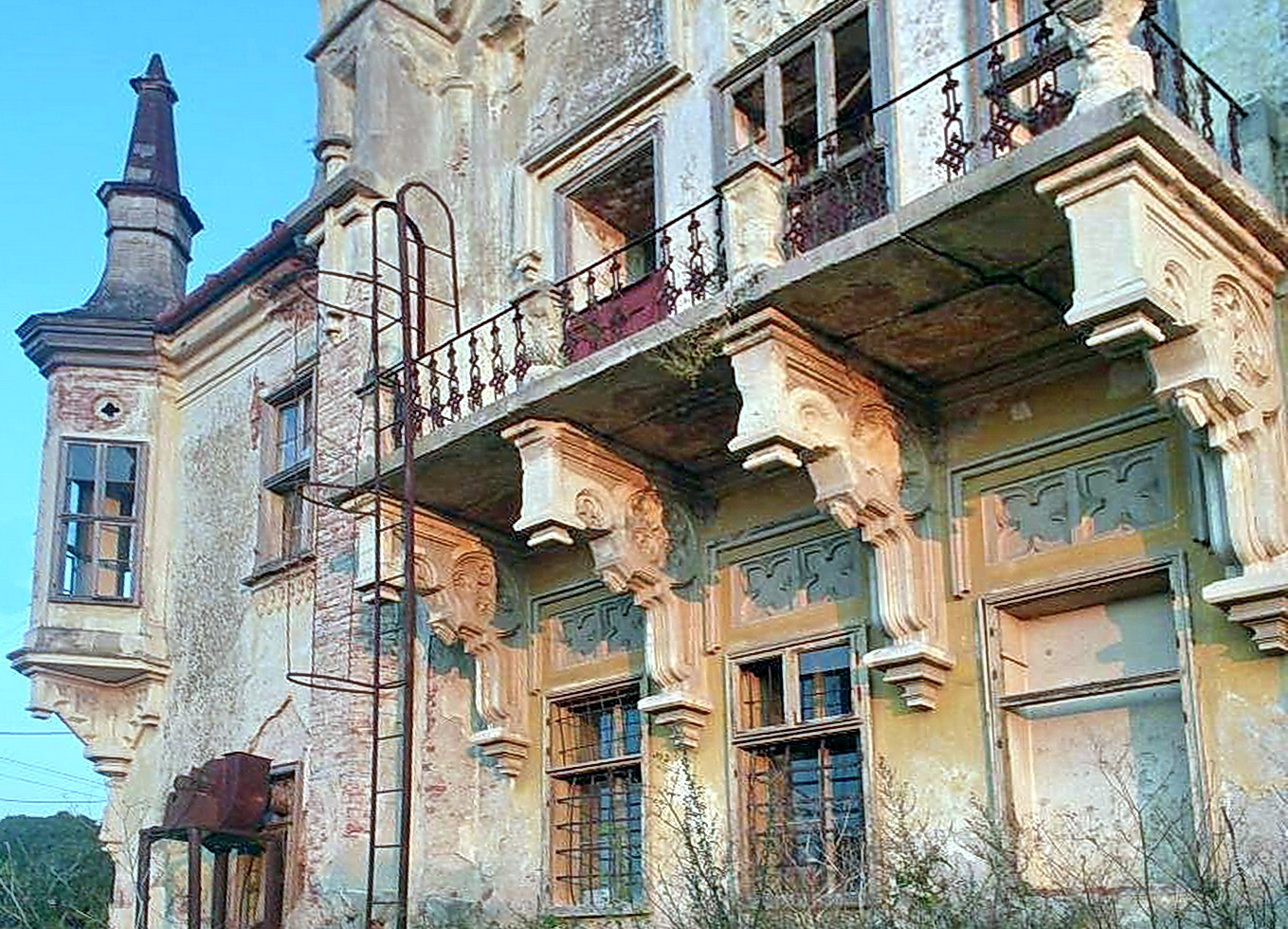
Castelul Teleki (detalii de faţadă)
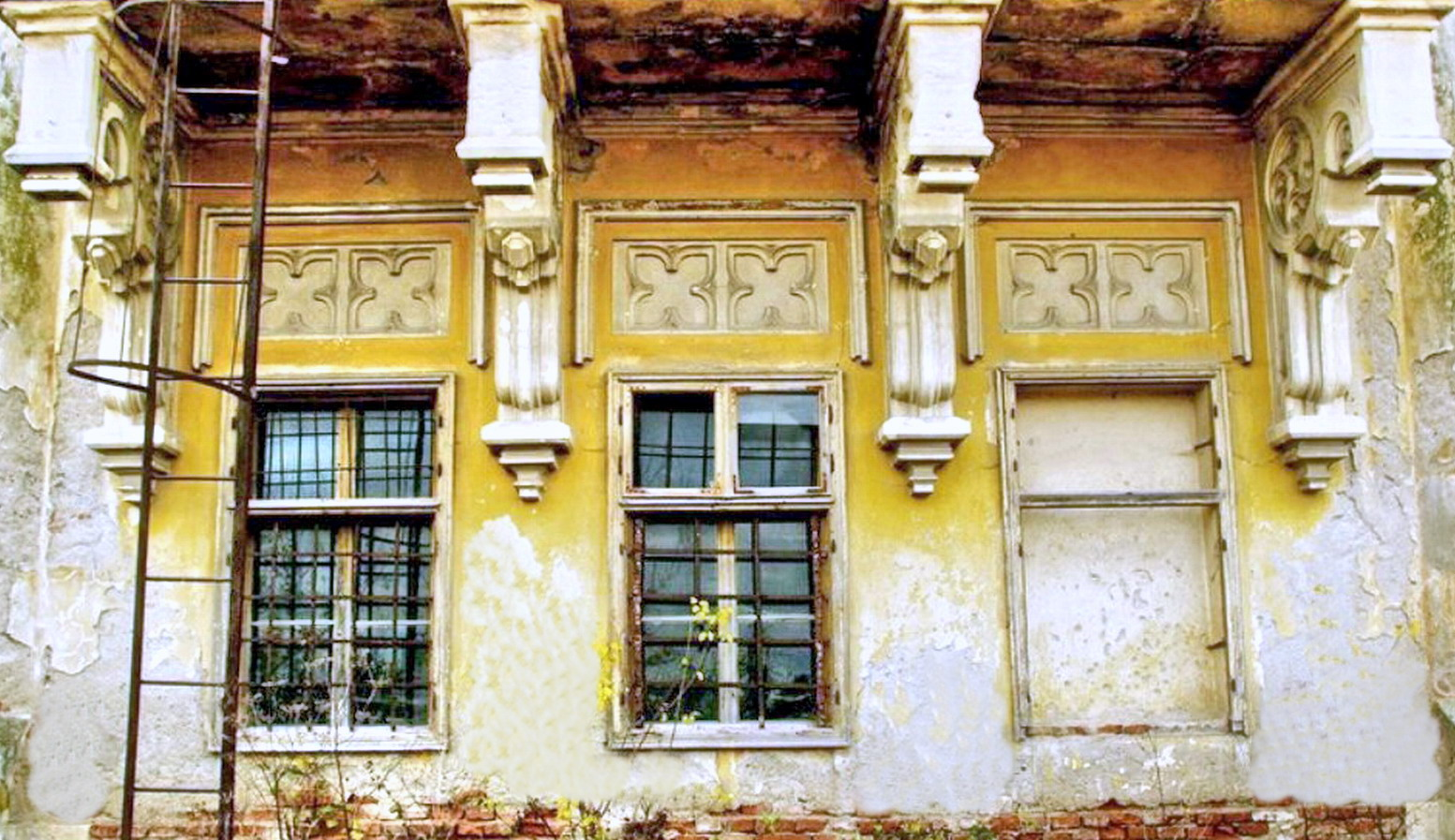
Castelul Teleki (detalii de faţadă)
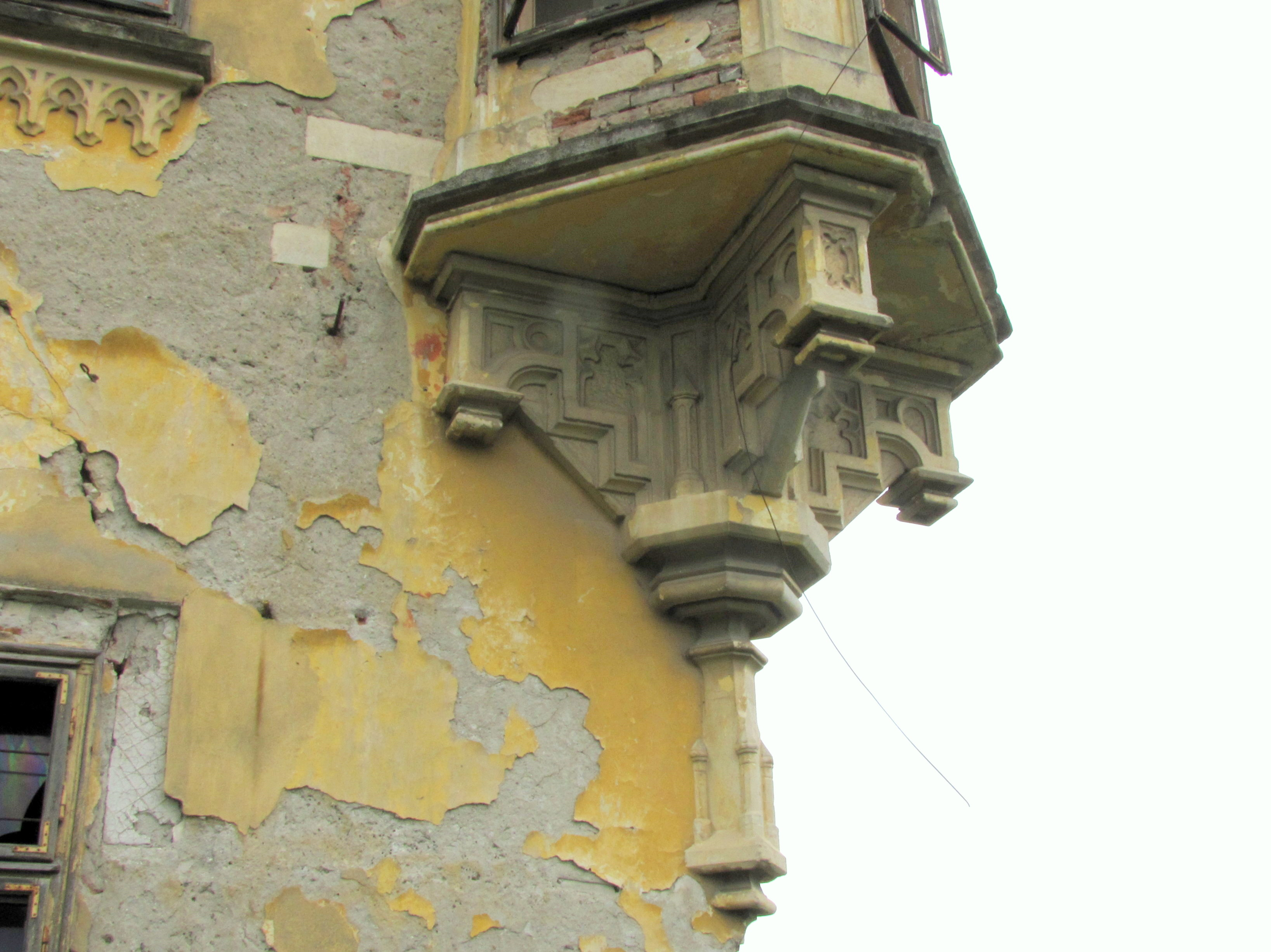
Castelul Teleki (donjonul sud-vestic)
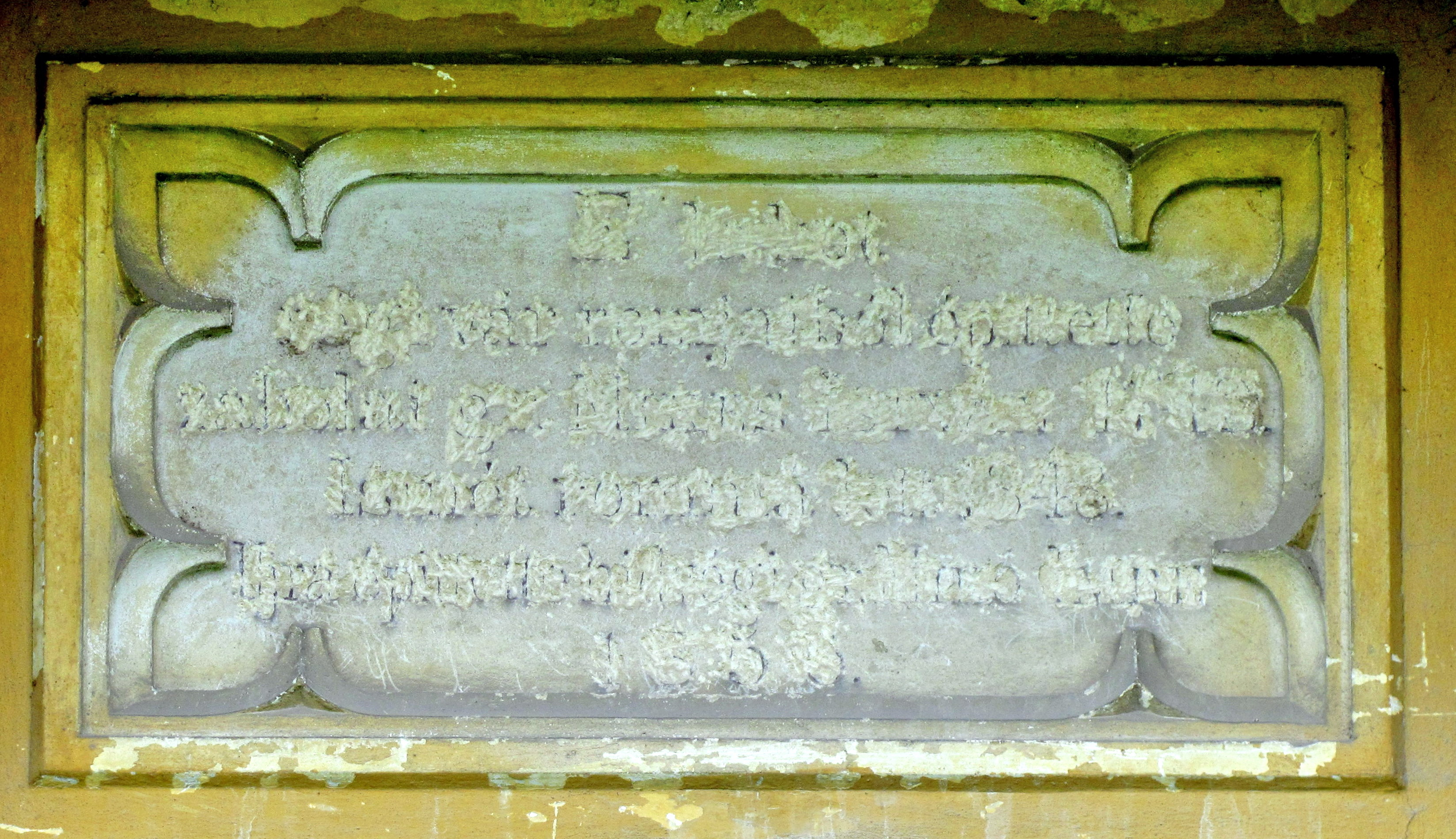
Castelul Teleki (inscripţia de pe frontispiciul intrării în castel)
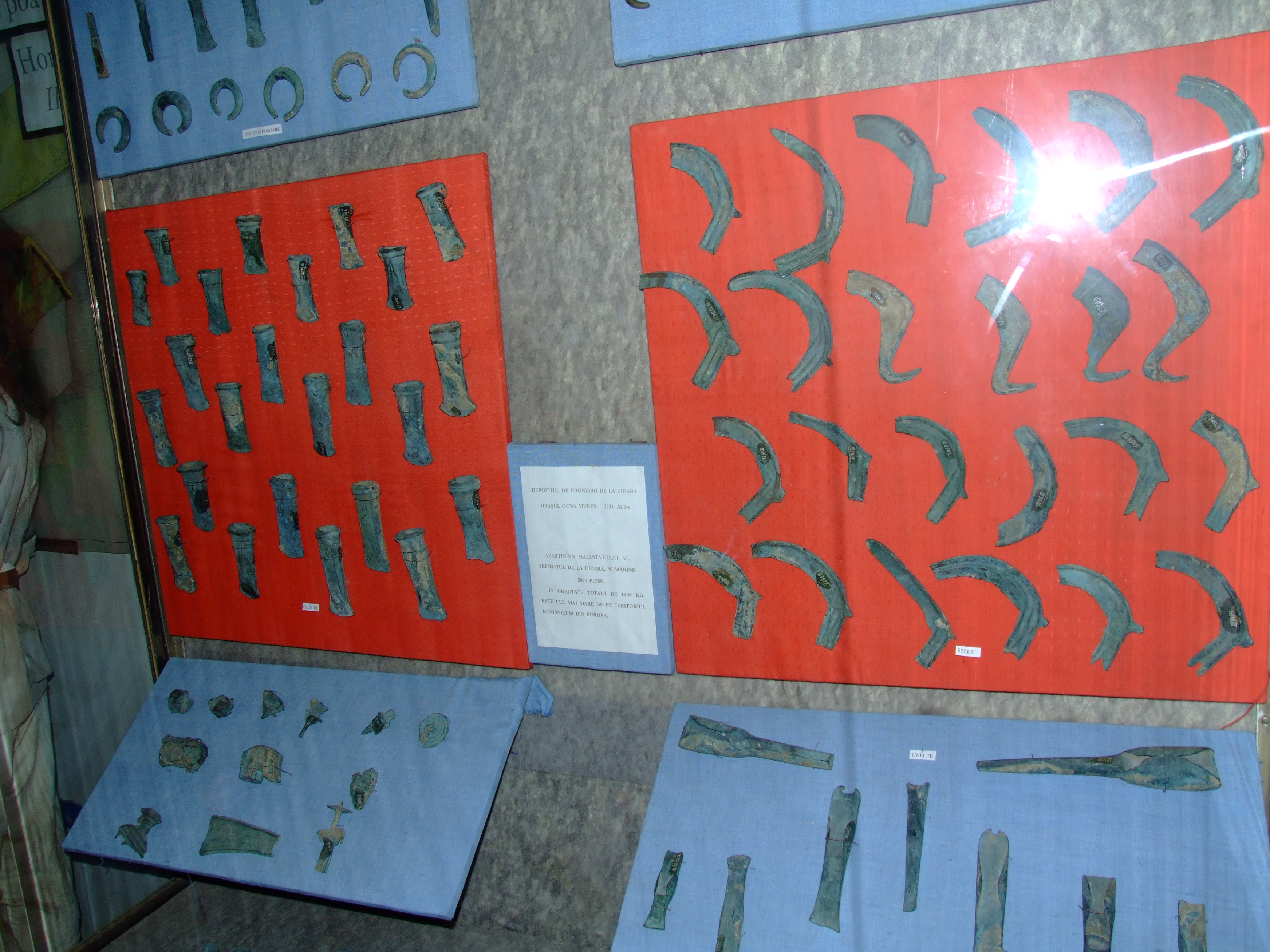
Depozit de obiecte din Epoca Bronzului găsite la Uioara de Sus (Muzeul de Istorie Cluj-Napoca)
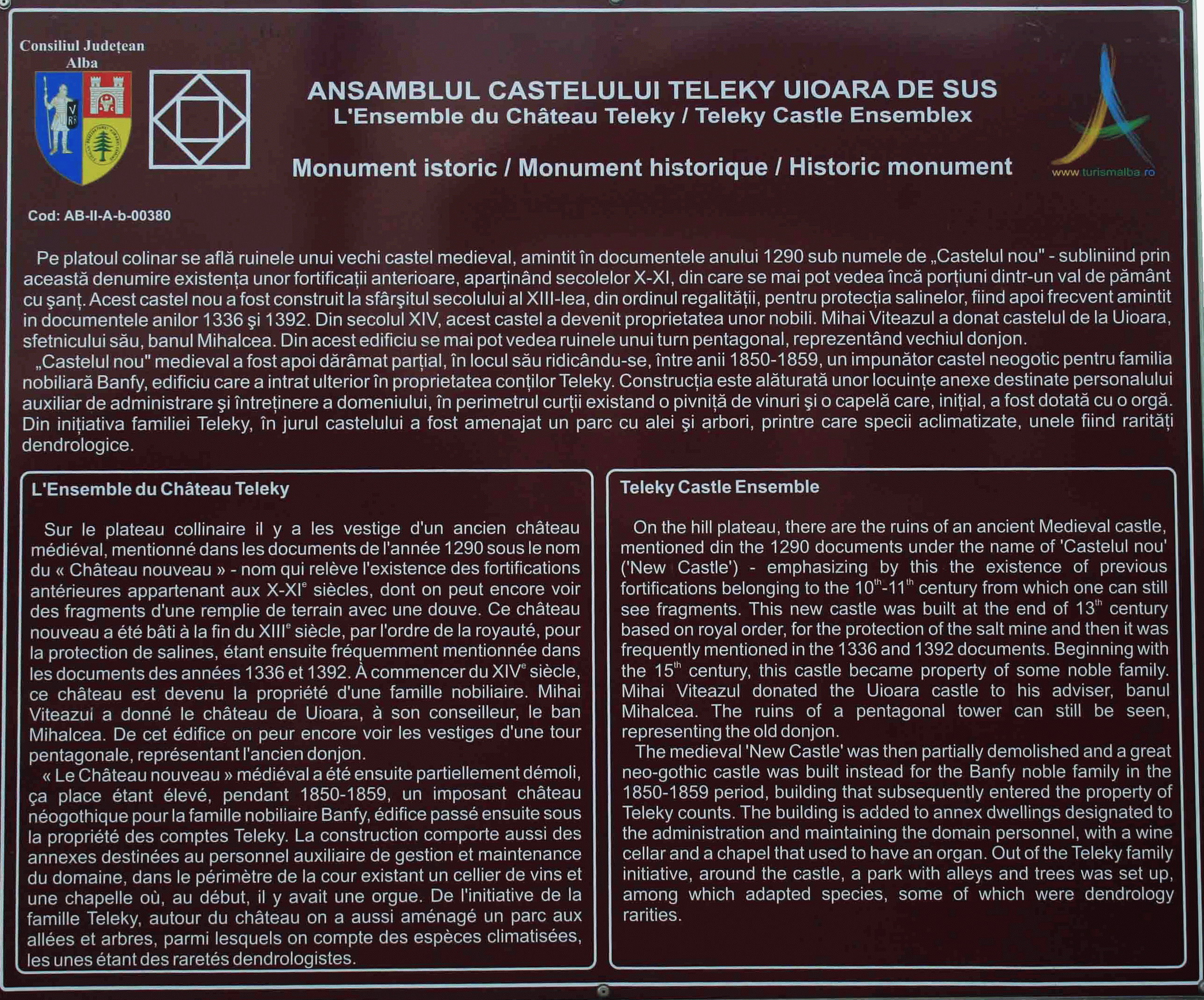
Ansamblul castelului Teleki (panou informativ)
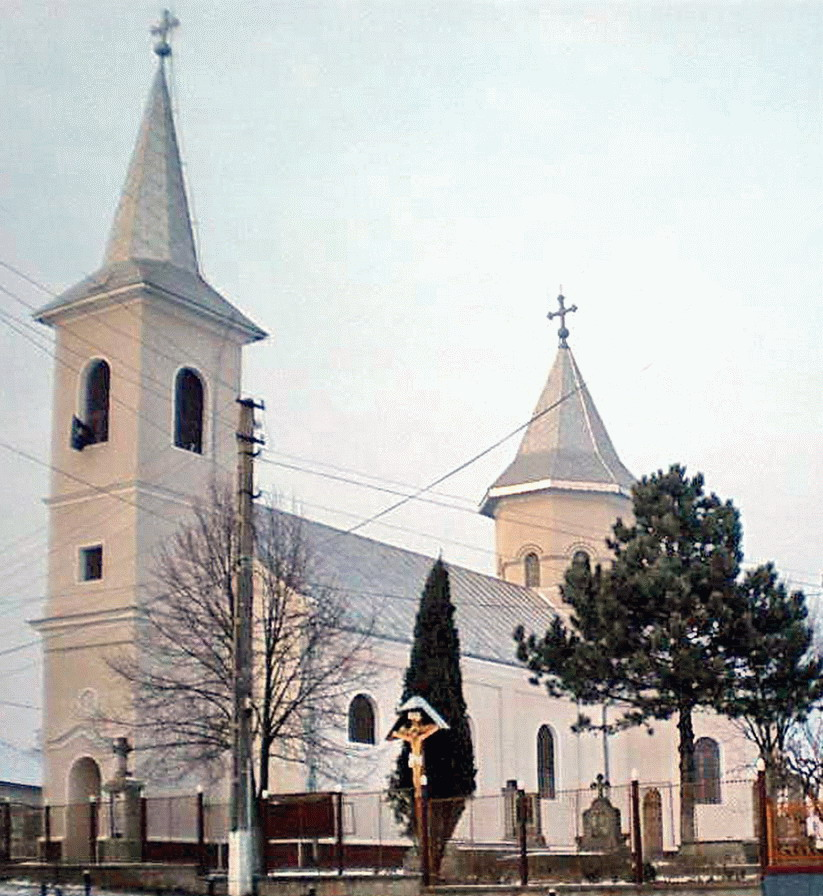
Biserica ortodoxă